# Ford Flex
Le Ford Flex est un crossover de la marque américaine Ford vendu depuis juin 2008 en Amérique du Nord, où il remplace le monospace Freestar et le SUV Taurus X. Présenté lors du Salon de New York en avril 2007, il est étroitement lié au concept Fairlane révélé en 2005. Il est produit dans l'usine Ford d'Oakville au Canada.
Le Flex utilise la plate-forme D4 de Ford, cette plate-forme est en fait dérivée de la plate-forme D3 de Ford utilisée par différents véhicules du groupe Ford comme le Volvo XC90, la Ford Taurus V ou encore la Lincoln MKS, qui est aussi utilisé pour le Ford Explorer de 2011-2019 et le nouveau Lincoln MKT; tout en ne partageant aucun panneau de carrosserie, le MKT servait d'homologue direct du Flex.

## Contexte

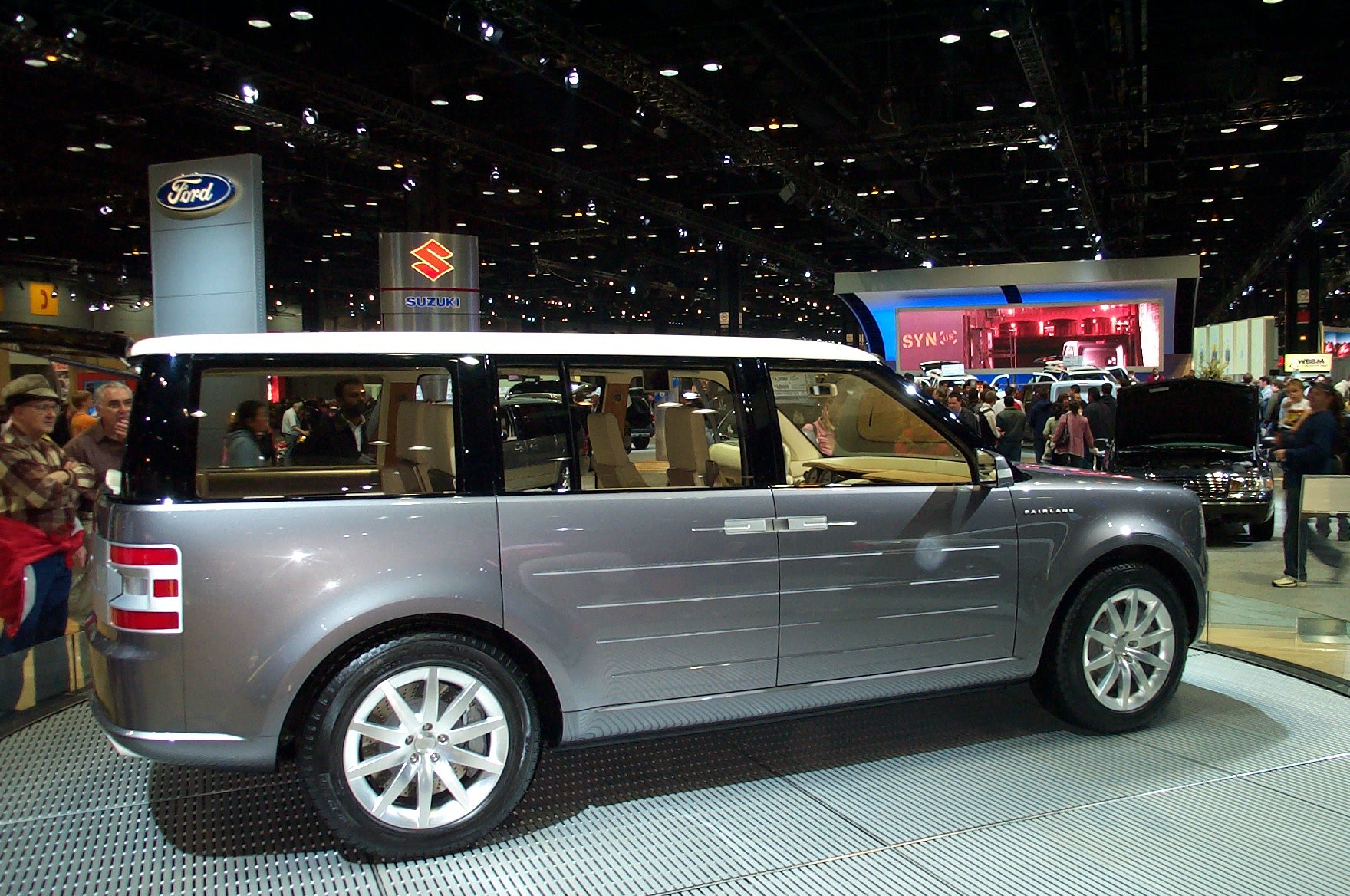
Fairlane Concept

Ford a dévoilé le concept car Fairlane Concept au Salon de l'auto de Chicago en 2005. Dérivé de la plate-forme CD3 intermédiaire de Ford (qui sera utilisée par la berline Ford Fusion de 2006), le véhicule était un monospace à 3 rangées avec de multiples éléments de style distinctifs. Les portes arrière du Fairlane étaient à charnières arrière; cette configuration a été choisie pour offrir de meilleures vues intérieures lorsqu'il était exposé. Lorsque les portes étaient fermées, la configuration semblait similaire à celle d'un monospace de production.
En 2009, le Flex réutilise la ligne générale du concept car. Parallèlement au changement de nom, plusieurs modifications importantes ont été apportées au concept Fairlane, tandis que le style a été largement laissé intact. Le véhicule a été agrandi, passant de la plate-forme CD3 à la plate-forme D4 full-size. Lors du remplacement du monospace Freestar, la conception a abandonné les portes coulissantes pour des portes à charnières avant, dans la lignée d'un break.
Dessiné par l'ancien designer de Volvo, Peter Horbury, le Flex se distinguait par son extérieur aux lignes droites, ajoutant des rainures horizontales dans les portes et le hayon (évoquant un Woody). Pour visuellement abaisser l'extérieur, le Flex a été conçu avec un «toit flottant»; tous les piliers du toit étaient peints en noir avec un toit peint en blanc (semblable à la Mini). Car Design News a déclaré que le style faisait référence à "une époque précédente sans recourir à des indices évidents de style rétro".

## Aperçu de la conception
Le Ford Flex était basé sur l'architecture de la plate-frome D4 de Ford, une version de la plate-forme D3 repensée pour une utilisation sur plusieurs empattements. La gamme de modèles était proposée avec une traction avant de série, avec une transmission intégrale en option. Le Flex a été conçu avec un système de suspension arrière indépendant et un système de contrôle de traction appelé AdvanceTrac.

### Groupe motopropulseur
Le Ford Flex est propulsé par deux moteurs V6 différents de 3,5 L, tous deux couplés à une transmission automatique à 6 vitesses. Le moteur standard était un V6 Duratec atmosphérique; produisant initialement 262 ch, la puissance du moteur a été augmentée à 287 ch en 2013.
En option pour les véhicules à traction intégrale, un V6 EcoBoost à double turbo produisait 355 ch, augmenté à 365 ch en 2013.
La capacité de remorquage est de 4 500 livres (2 040 kg). Le système de traction intégrale est capable de transférer jusqu'à 100 % du couple à l'essieu avant ou arrière selon les besoins.

## Historique du modèle

### 2009-2012
Lors de son introduction en 2009, le Flex a été lancé avec trois niveaux de finition. Comme pour les autres voitures de Ford, il y avait le modèle de base SE, le niveau intermédiaire SEL et le Limited haut de gamme. Il était disponible dans des configurations de sièges à six ou sept places, ce dernier ayant une banquette pour la deuxième rangée. Dans le cadre de la conception du toit, Ford proposait trois couleurs pour la peinture du toit : noir, blanc/crème et couleur carrosserie.
En 2010, un deuxième moteur disponible a été ajouté, puisqu'un V6 EcoBoost à double turbocompresseur de 355 ch est devenu disponible pour les modèles à traction intégrale. Sur les modèles américains, les caméras de recul étaient limitées aux modèles à finition Limited.
En 2012, un système de stationnement automatique a été ajouté en option pour les modèles à finition haut de gamme.

### 2013-2019
Pour l'année modèle 2013, le Flex a reçu un lifting de mi-cycle, présenté au Salon de l'auto de LA 2011. Alors que la ligne de toit et les portes ont été conservées, l'avant et l'arrière ont subi des changements majeurs. Le nouvel avant consistait en un nouveau design de calandre sans logo Ford; le nom du modèle était placé sur le capot au-dessus de la calandre à la place. Sur le hayon, le logo Ford a été réduit en taille et déplacé dans le coin inférieur droit. À l'intérieur, le tableau de bord a été mis à jour, avec un nouveau volant à 3 branches.
Le Flex de l'année modèle 2019 n'a eu que des changements mineurs et était la dernière année pour le véhicule.

## Niveaux de finition
Depuis son introduction en 2009, le Ford Flex n'est disponible qu'en trois niveaux de finition :
Le SE de base, uniquement disponible avec la traction avant (TA), offre les caractéristiques suivantes en équipement standard : un moteur V6 "Duratec" de 3,5 L, une transmission automatique à six vitesses, jantes en aluminium de dix-sept pouces, une chaîne stéréo AM/FM avec un lecteur CD monodisque/MP3 et une prise d'entrée audio auxiliaire (plus tard, Ford SYNC est également devenu un équipement standard sur ce niveau de finition), un système audio à six haut-parleurs, surfaces d'assise en tissu, panneaux de garniture intérieure en aluminium, entrée sans clé, vitres électriques, serrures électriques, rétroviseurs et poignées de porte noirs et climatisation à commande manuelle aux deux rangées.
Le SEL intermédiaire, disponible avec la traction avant OU la traction intégrale (TI), ajoute : des roues de dix-huit pouces, Ford SYNC, une chaîne stéréo AM/FM avec radio satellite, un lecteur CD à six disques/MP3 dans le tableau de bord et une prise d'entrée audio auxiliaire (plus tard, MyFord Touch ou SYNC 3 est devenu un équipement standard sur ce niveau de finition), un système audio haut de gamme à sept haut-parleurs avec amplificateur externe et caisson de basses monté à l'arrière, un siège conducteur à commande électrique, un système de sécurité, poignées de porte de couleur assortie et climatisation automatique aux deux rangées.
Le Limited haut de gamme, disponible avec la traction avant ou la traction intégrale, ajoute : des roues chromées de dix-neuf pouces, un système de navigation GPS (plus tard avec MyFord Touch ou SYNC 3), surfaces des sièges garnies de cuir, deux sièges avant à réglage électrique, deux sièges avant chauffants et ventilés, un système de mémoire du conducteur, allumage à bouton-poussoir et démarrage à distance avec accès sans clé (sur les modèles plus récents UNIQUEMENT), un toit ouvrant panoramique à deux panneaux, un système audio Sony, caisson de basses monté à l'arrière et amplificateur de son surround externe et poignées de porte et rétroviseurs latéraux chromés (en 2013, ils ont été remplacés par des coques de rétroviseurs couleur carrosserie).
Sur les modèles de 2011 et 2012, un niveau de finition supplémentaire était disponible, le Titanium, qui était le Limited avec : des phares noircis, feux arrière noircis, applique arrière noircie, calandre à 3 barres sans logo Ford noircie, ceinture de caisse noircie, contours de phares antibrouillard noircis et coques de rétroviseurs noircies. Il avait des garnitures intérieures différentes, rembourrage différent et n'était disponible qu'en Black, White, Red et Silver.
Une finition d'apparence Sport était disponible sur les modèles SEL et Limited, qui comportaient : des rétroviseurs latéraux noirs brillants, poignées de porte noir brillant, inserts de carénage noir brillant, roues de vingt pouces, un intérieur bicolore garni de cuir noir et gris et panneaux de garniture intérieure en aluminium.

## Commercialisation
Dans le cadre de la campagne "électrifier la nuit", Ford s'est associé avec le premier numéro du magazine Esquire avec une couverture à l'encre électronique.
On peut l'apercevoir dans plusieurs épisodes de la série Desperate Housewives (à partir de la saison 5). Il appartient à Tom Scavo, interprété par Doug Savant.
Vu également dans le film Very bad dad.

## Galerie photos

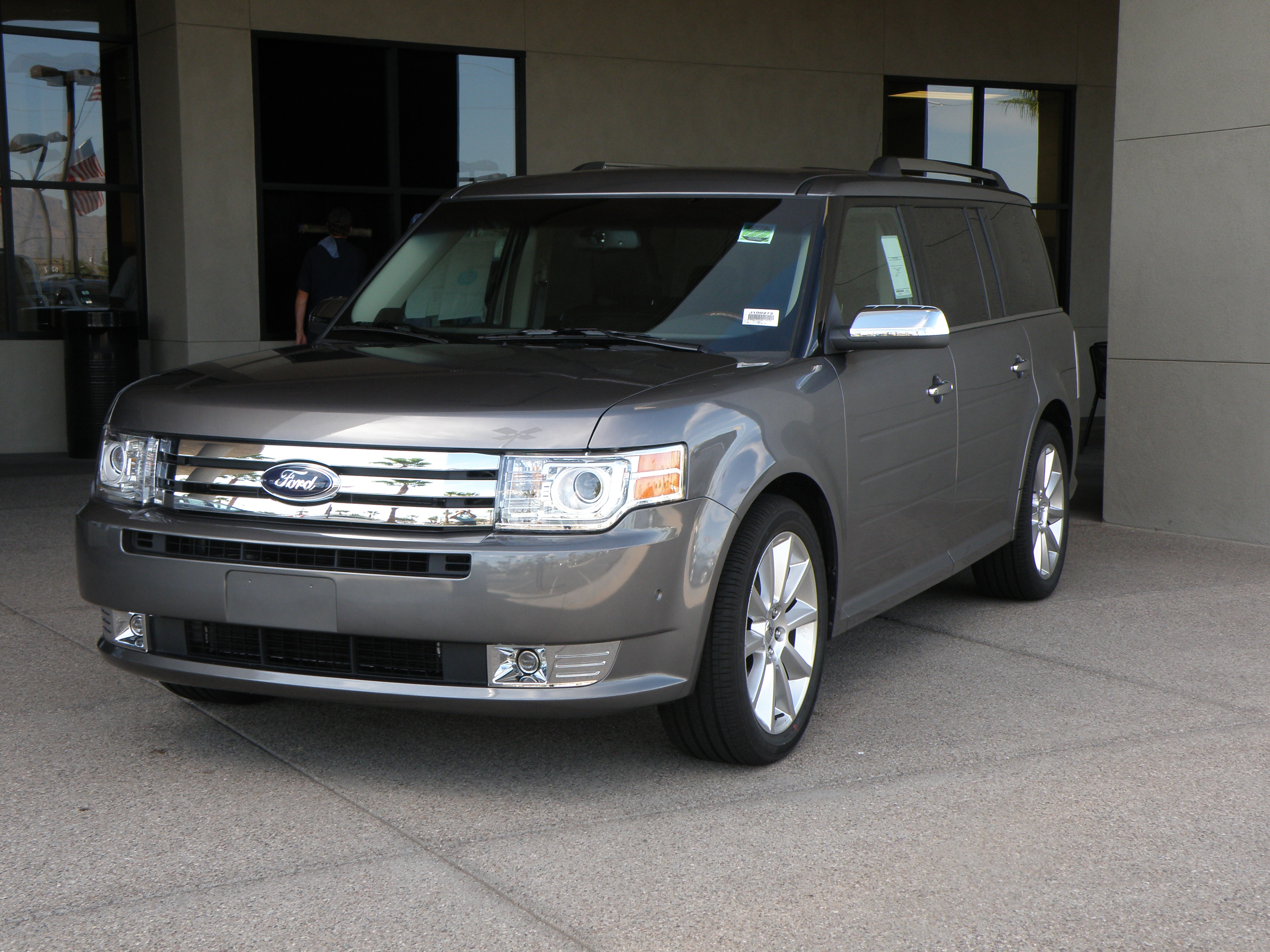
Flex
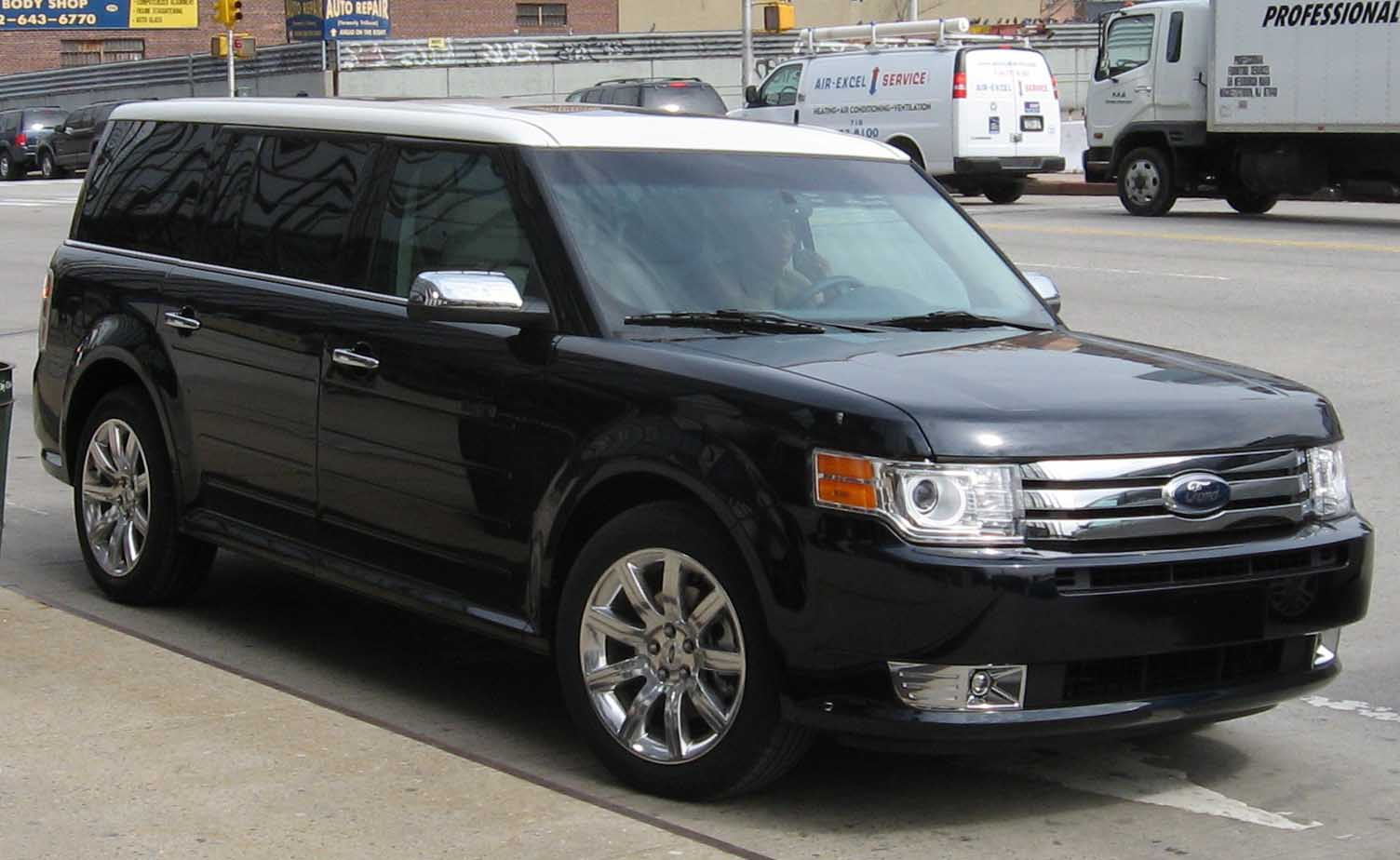
Flex
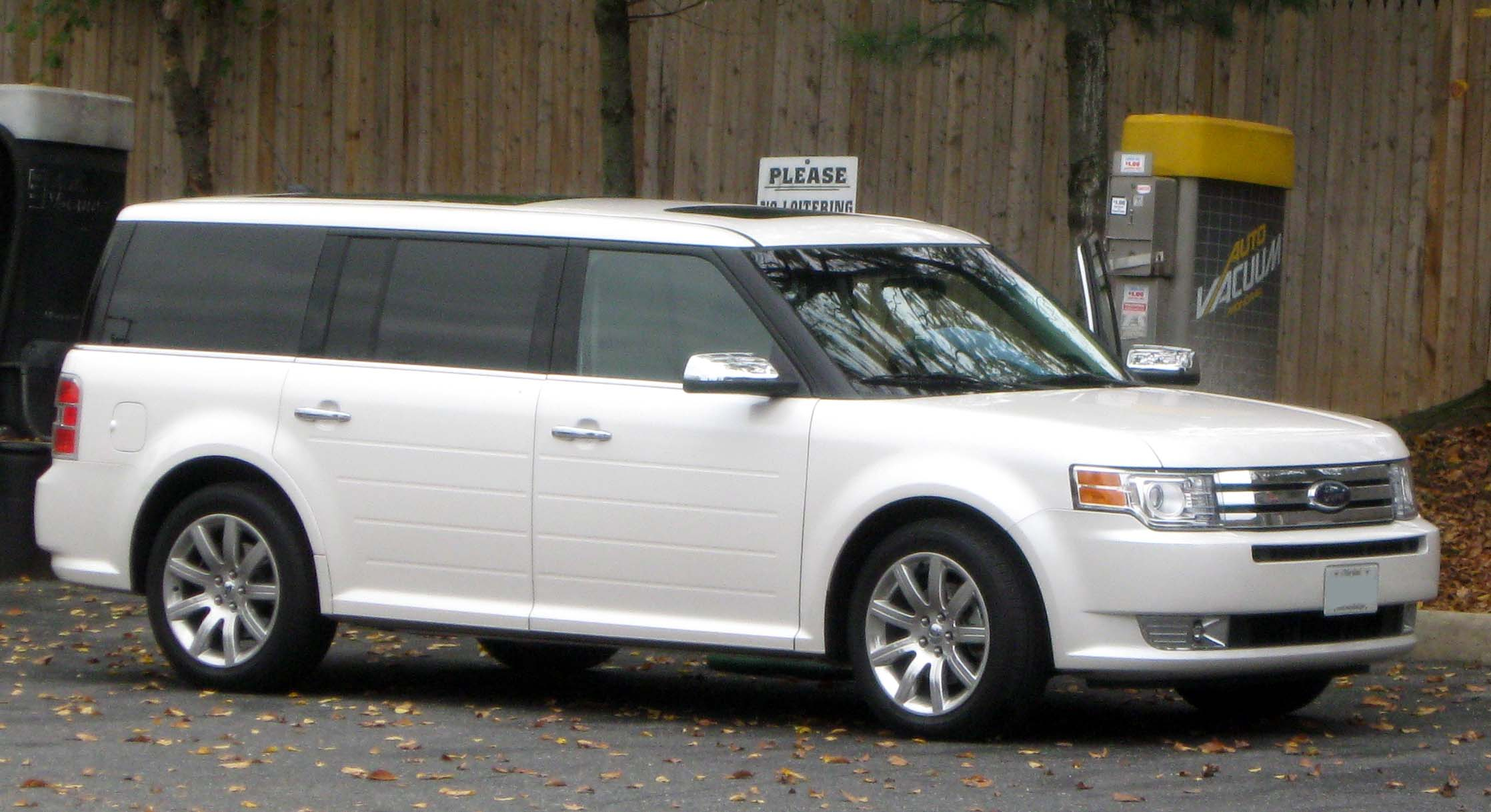
Flex
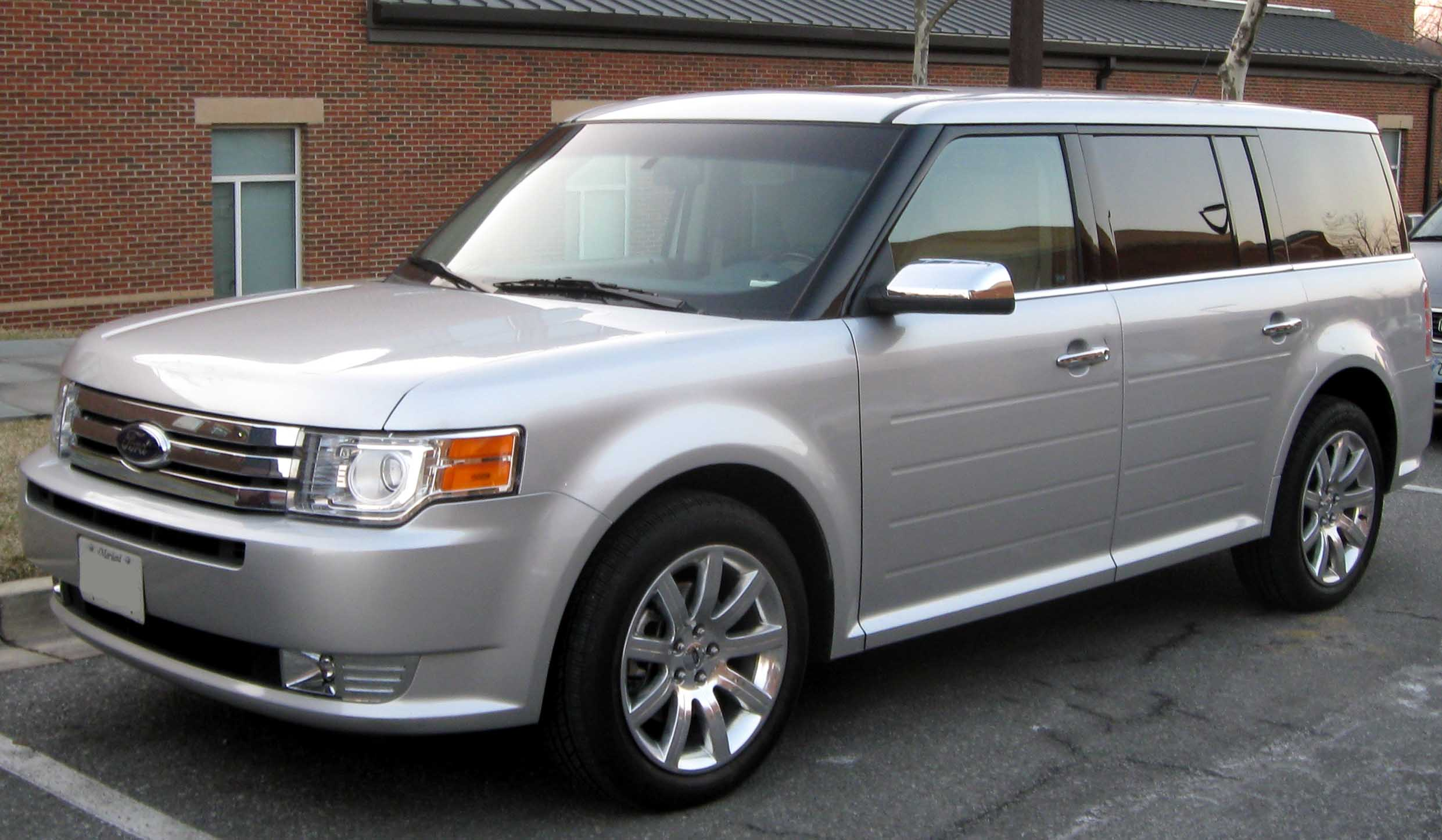
Flex Limited
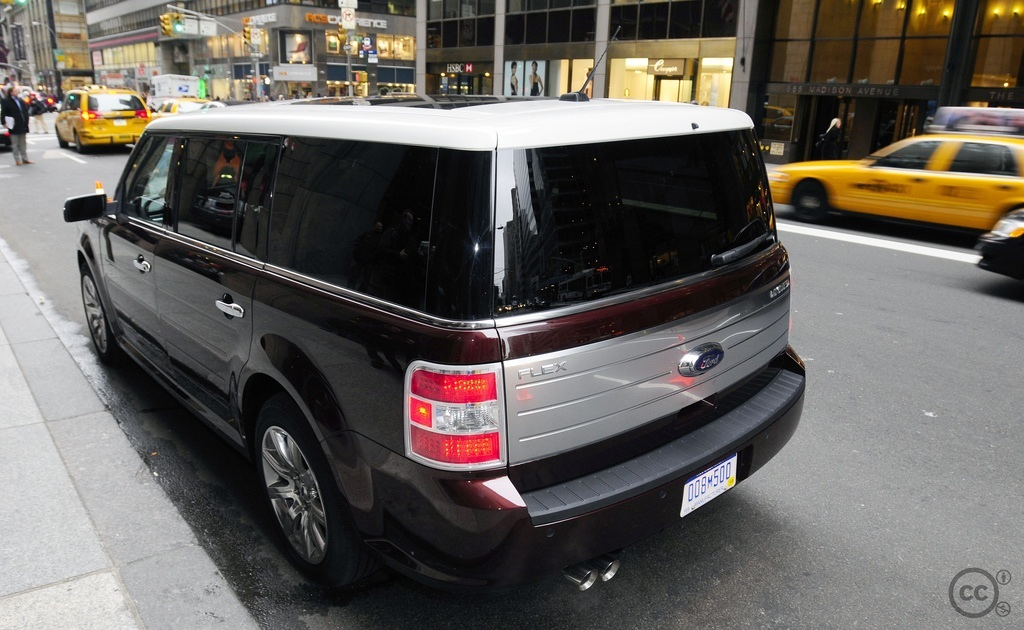
Flex
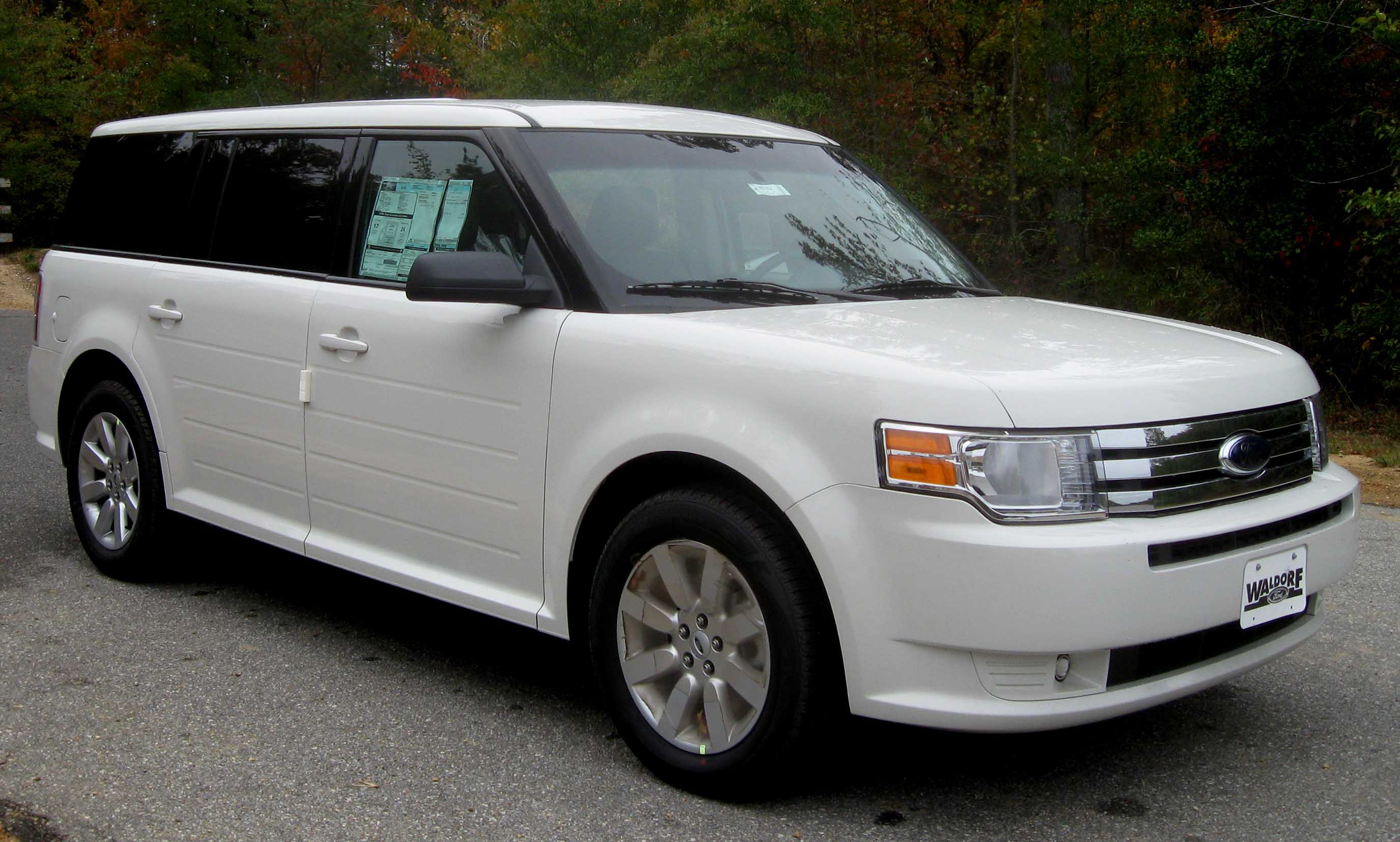
Flex SE
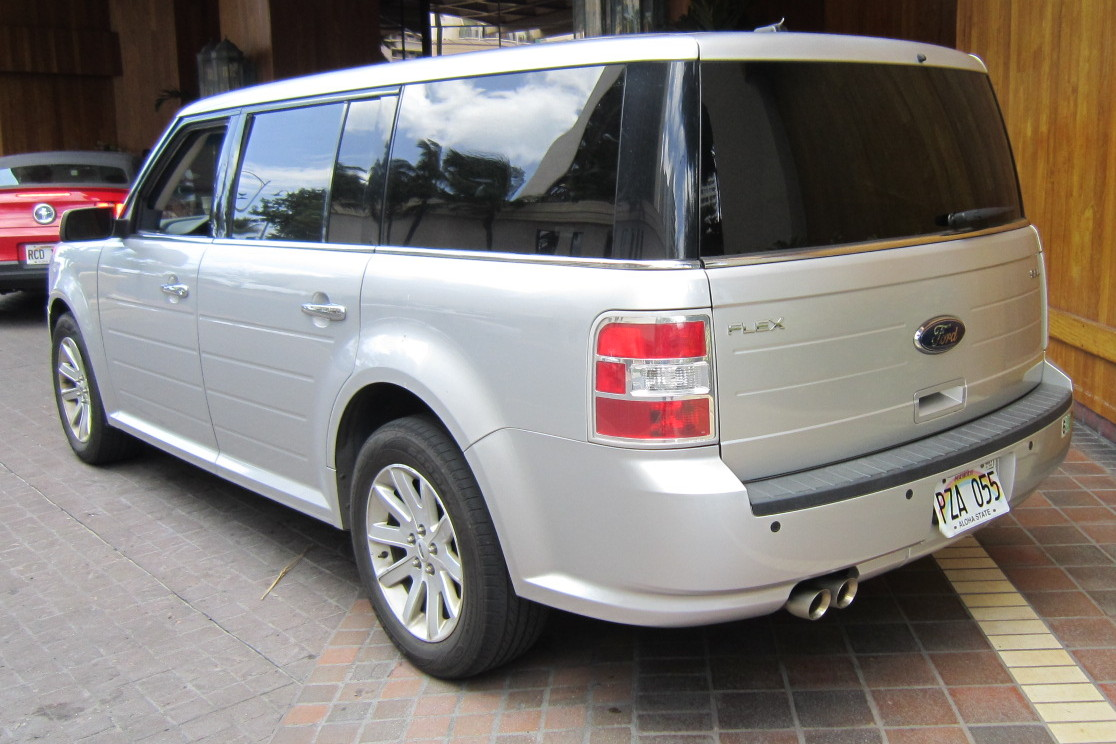
Ford Flex de 2009-2012, arrière
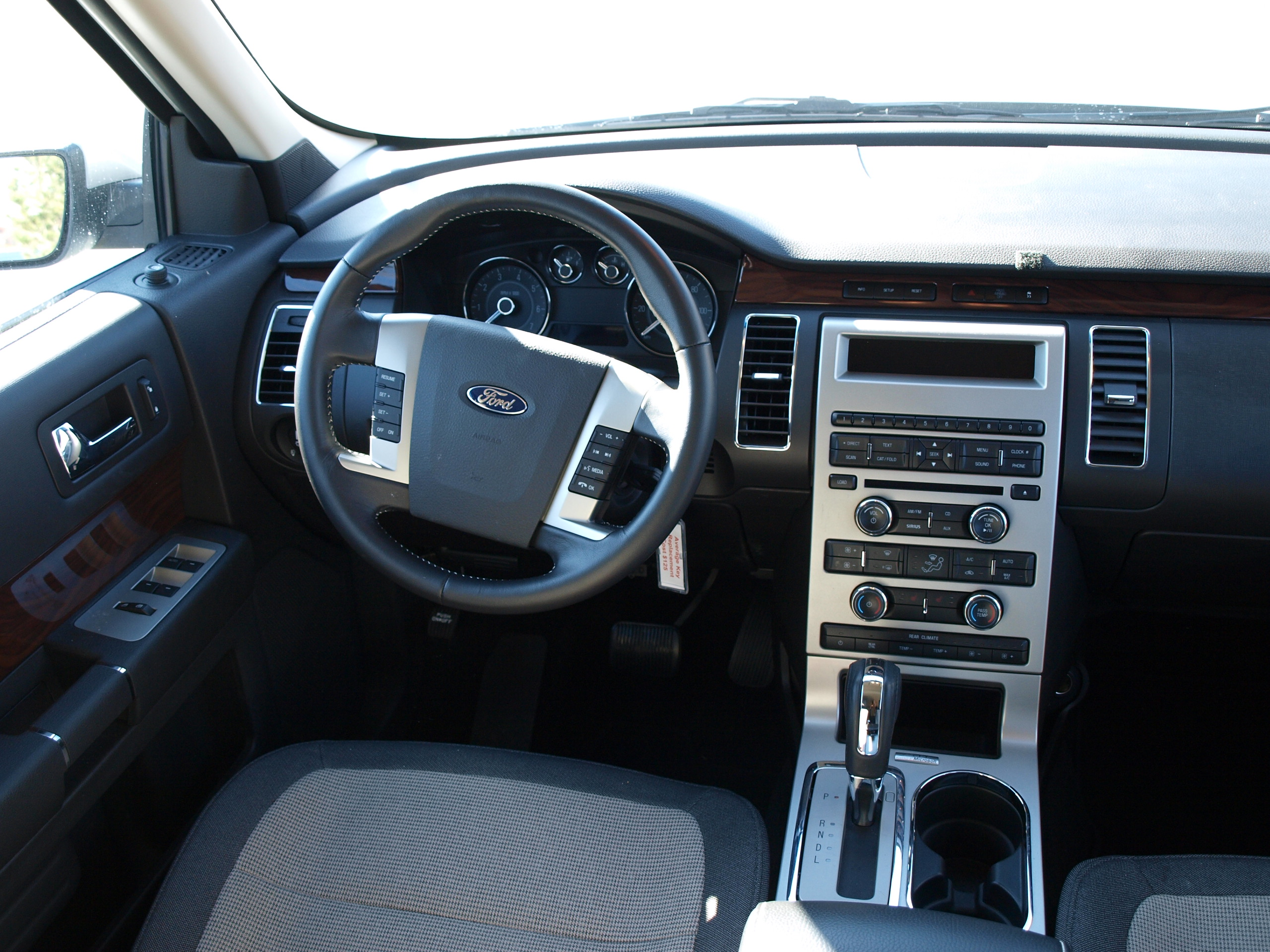
Ford Flex de 2009-2012, tableau de bord
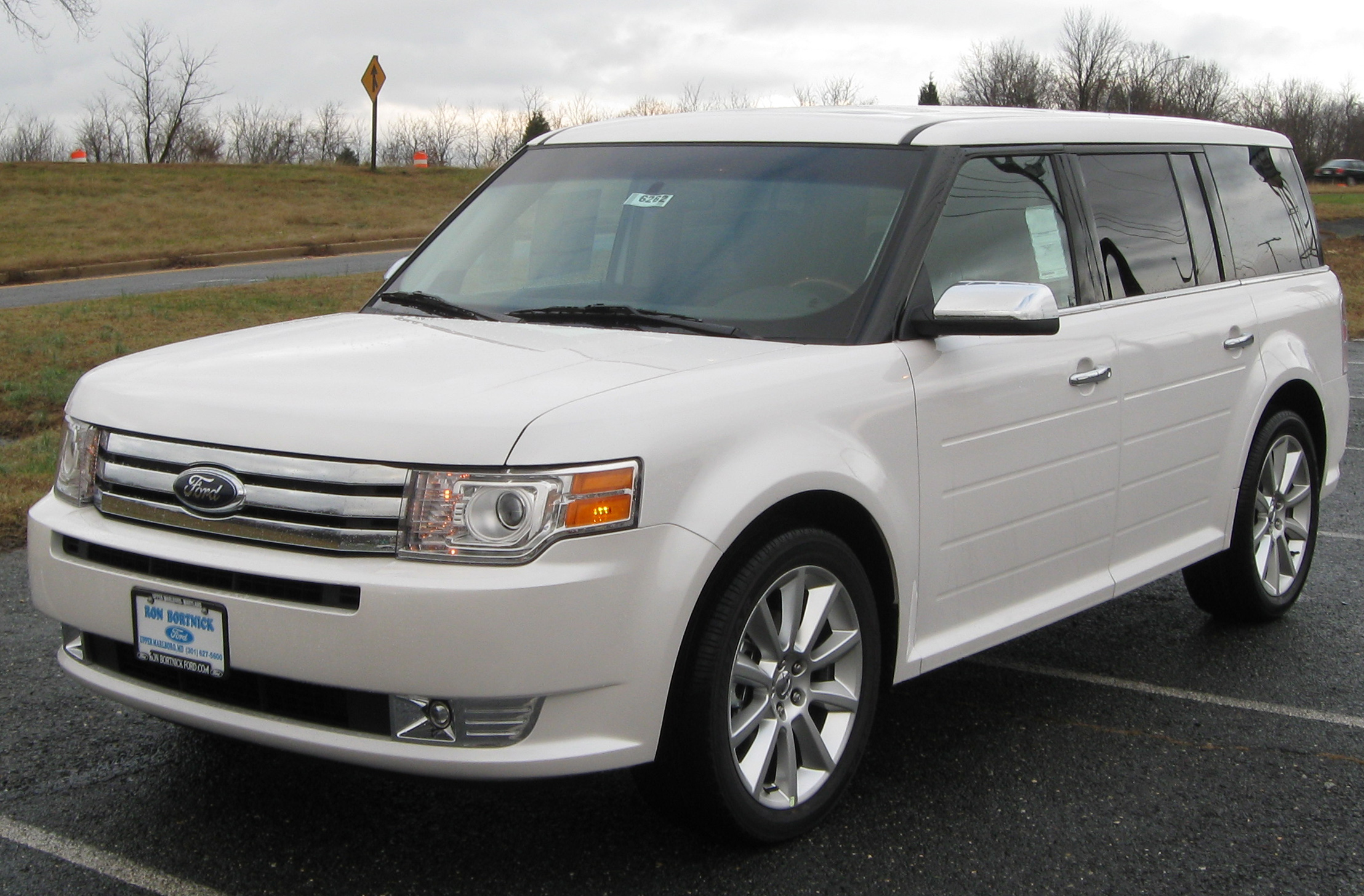
Ford Flex Limited de 2010

## Ventes aux États-Unis
| Année | Ventes  |
| ----- | ------- |
| 2008  | 14,457  |
| 2009  | 38,717  |
| 2010  | 34,227  |
| 2011  | 27,428  |
| 2012  | 28,224  |
| 2013  | 25,953  |
| 2014  | 23,822  |
| 2015  | 19,570  |
| 2016  | 22,668  |
| 2017  | 22,389  |
| 2018  | 20,308  |
| 2019  | 24,484  |
| 2020  | 4,848   |
| Total | 307,145 |

## Accueil
En octobre 2010, le Flex est répertorié, aux États-Unis, comme étant le numéro 3 des SUV de taille moyenne ou full-size abordables derrière le Buick Enclave et le Chevrolet Traverse. Le Flex Ecoboost est également classé premier grand SUV abordable selon Consumer Reports. Il est également classé comme étant le SUV de grande taille le plus fiable et le véhicule le plus fiable de Ford selon Consumer Reports. Le Ford Flex TI a été classé au premier rang des gros SUV par le pourcentage de propriétaires qui achèteraient certainement à nouveau ce même véhicule.
Cependant, le Flex n'a pas connu le succès escompté, avec des ventes inférieures à la moitié de l'objectif de 100 000 véhicules que Ford s'attendait à vendre chaque année. Ford a vendu 38 717 Flex en 2009, par rapport aux trois plus grands concurrents, Buick a vendu 43 150 Enclave, Chevrolet a vendu 91 074 Traverse et Toyota a vendu 83 118 Highlander la même année.